# Sant Julian d'Ança
Saint-Julien-d'Ance és un municipi francès situat al departament de l'Alt Loira i a la regió d'Alvèrnia-Roine-Alps. L'any 2007 tenia 232 habitants.

## Demografia

### Població
El 2007 la població de fet de Saint-Julien-d'Ance era de 232 persones. Hi havia 96 famílies de les quals 28 eren unipersonals (16 homes vivint sols i 12 dones vivint soles), 28 parelles sense fills, 36 parelles amb fills i 4 famílies monoparentals amb fills.
La població ha evolucionat segons el següent gràfic:
Habitants censats

### Habitatges
El 2007 hi havia 227 habitatges, 100 eren l'habitatge principal de la família, 120 eren segones residències i 7 estaven desocupats. 220 eren cases i 3 eren apartaments. Dels 100 habitatges principals, 92 estaven ocupats pels seus propietaris, 6 estaven llogats i ocupats pels llogaters i 2 estaven cedits a títol gratuït; 20 tenien tres cambres, 24 en tenien quatre i 57 en tenien cinc o més. 74 habitatges disposaven pel capbaix d'una plaça de pàrquing. A 46 habitatges hi havia un automòbil i a 47 n'hi havia dos o més.

### Piràmide de població
La piràmide de població per edats i sexe el 2009 era:
| Homes | Edats   | Dones |
| ----- | ------- | ----- |
| 0     | 95 o +  | 0     |
| 0     | 90 a 94 | 0     |
| 4     | 85 a 89 | 0     |
| 0     | 80 a 84 | 4     |
| 12    | 75 a 79 | 4     |
| 8     | 70 a 74 | 8     |
| 8     | 65 a 69 | 4     |
| 8     | 60 a 64 | 16    |
| 12    | 55 a 59 | 4     |
| 4     | 50 a 54 | 8     |
| 4     | 45 a 49 | 0     |
| 8     | 40 a 44 | 8     |
| 8     | 35 a 39 | 4     |
| 8     | 30 a 34 | 8     |
| 8     | 25 a 29 | 4     |
| 4     | 20 a 24 | 8     |
| 4     | 15 a 19 | 12    |
| 0     | 10 a 14 | 28    |
| 12    | 5 a 9   | 0     |
| 4     | 0 a 4   | 0     |

## Economia
El 2007 la població en edat de treballar era de 147 persones, 91 eren actives i 56 eren inactives. De les 91 persones actives 84 estaven ocupades (50 homes i 34 dones) i 7 estaven aturades (4 homes i 3 dones). De les 56 persones inactives 31 estaven jubilades, 12 estaven estudiant i 13 estaven classificades com a «altres inactius».

### Ingressos
El 2009 a Saint-Julien-d'Ance hi havia 98 unitats fiscals que integraven 228 persones, la mediana anual d'ingressos fiscals per persona era de 13.348 €.

### Activitats econòmiques
Dels 13 establiments que hi havia el 2007, 1 era d'una empresa extractiva, 5 d'empreses de construcció, 1 d'una empresa de comerç i reparació d'automòbils, 1 d'una empresa de transport, 2 d'empreses d'hostatgeria i restauració i 3 d'empreses de serveis.
Dels 5 establiments de servei als particulars que hi havia el 2009, 1 era un guixaire pintor, 2 fusteries, 1 electricista i 1 restaurant.
L'any 2000 a Saint-Julien-d'Ance hi havia 28 explotacions agrícoles que ocupaven un total de 738 hectàrees.

## Poblacions més properes
El següent diagrama mostra les poblacions més properes.